# Hybocodon amoyensis
Hybocodon amoyensis är en nässeldjursart som beskrevs av Edward Hargitt 1927. Hybocodon amoyensis ingår i släktet Hybocodon och familjen Tubulariidae. Inga underarter finns listade i Catalogue of Life.